# Melody Thornton
Melody Thornton (Phoenix, 28 de setembro de 1984), é uma cantora, compositora e dançarina norte-americana. Ela chegou à fama como integrante do grupo The Pussycat Dolls, Thornton assumiu o papel de segunda vocalista da banda. A partir de 2010, Thornton saiu do grupo para se concentrar em sua carreira solo. A primeira mixtape de Thornton, P.O.Y.B.L foi lançada em 15 de março de 2012.

## Biografia
Thornton se formou na Camelback High School, em Phoenix, Arizona, em 2003. Ela é descendente de mexicanos por parte de sua mãe, Elia, e de seu pai, Theolph Thornton, de ascendência afro-americana. Thornton tem uma irmã mais velha chamada Nichole Thornton. Seu talento foi descoberto em um show de talentos da Papago Elementary School quando ela cantou o remake de "Without You" de Badfinger.

## Carreira

### 2003–2010: The Pussycat Dolls

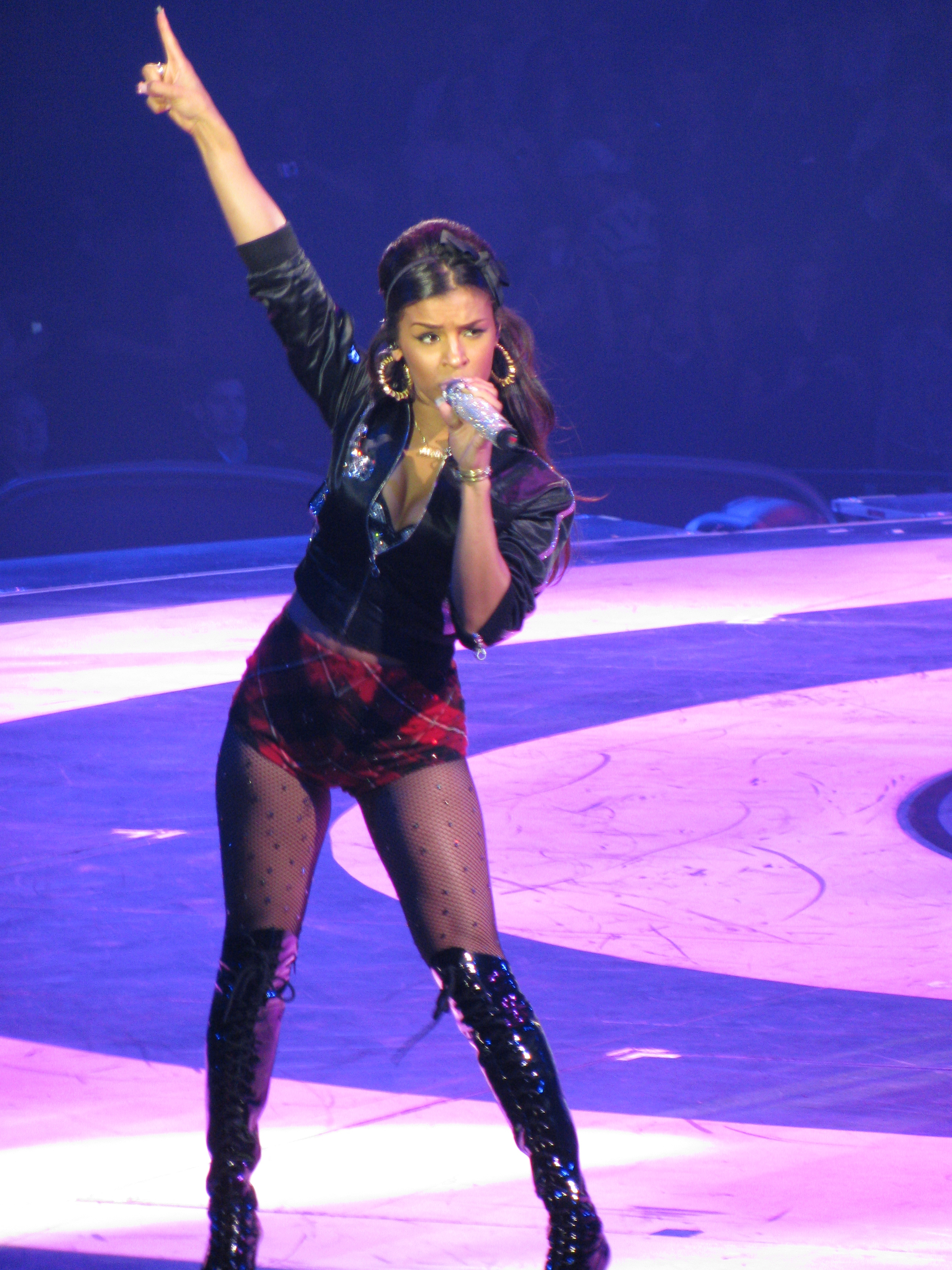
Melody na Doll Domination Tour em 2009.

Em 2003, a vocalista soprano Thornton foi recrutado para o Pussycat Dolls para adicionar força vocal ao grupo. Ela viu as Pussycat Dolls em MTV Diaries abrindo para Christina Aguilera e ouviu que elas estavam fazendo testes para um novo membro do grupo. Thornton foi para a audição e foi recrutada em dezembro de 2003. Para sua audição, Thornton apenas cantou, porém foi aceita no grupo. Tal como aconteceu com as outras Dolls, ela foi contratada pela Interscope Records. Seu apelido no grupo foi "Baby Doll", porque ela é a mais nova do grupo e porque ela era infantil.
As Pussycat Dolls alcançaram sucesso mundial em 2005 com seu álbum PCD, que estreou no número cinco na Billboard 200 nos EUA e produziu os hits "Don't Cha", "Buttons" e "Stickwitu", o último dos quais rendeu uma indicação ao Grammy Awards. Após a saída de Carmit Bachar em março de 2008, o grupo continuou como quinteto e em 2008 lançou seu segundo álbum de estúdio, Doll Domination, que incluiu os hits "When I Grow Up", "I Hate This Part", "Jai Ho! (You Are My Destiny)" e "Hush Hush". Ela ofereceu backing vocals adicionais para várias músicas, embora no Takin 'Over the World", "Elevator", "Love the Way You Love Me" e "Painted Windows" ela pode ser encontrada compartilhando os vocais principais com Scherzinger. Além disso, em "When I Grow Up" (versão de videoclipe), "Whatcha Think About That" e "Top of the World" ela canta vocais secundários. Ela também gravou sua primeira música solo chamada "Space", que foi incluída na edição de luxo do Doll Domination.

### 2010–13: Carreira individual e aparições na televisivas
Durante o hiato do Pussycat Doll, Thornton trabalhou em vários projetos, incluindo uma participação especial no videoclipe de Keri Hilson, "Slow Dance" e sendo um jurada no programa de TV Bank of Hollywood do E!, com a produção de Ryan Seacrest. Em junho de 2010 Rap-Up relatou que ela saiu do grupo e estava trabalhando em seu álbum solo. Falando sobre sua posição no grupo, ela comentou: "Eu entrei no grupo para cantar. Isso ficou muito claro para mim. Mas ficou cada vez mais claro o que estava acontecendo. Os papéis estavam sendo minimizados e então quando ela entrou no programa, era muito parecido com "você faz sua parte e é assim que é". Foi difícil porque você não quer cagar em sua própria oportunidade.
Em 20 de fevereiro de 2010, em uma entrevista para o The Source, Thornton explicou que suas músicas serão diferentes do som do grupo, mas não vai abandonar a demografia pop que ela adquiriu através das Pussycat Dolls. Em junho de 2010, o Rap-Up anunciou que Thornton estava trabalhando em seu álbum solo com colaboradores, incluindo Cee Lo Green, Polow da Don e Lil Wayne. Na revista Vibe, ela afirmou que também está trabalhando com Dre e Vidal. A gravação de Thornton da música produzida por Cee Lo, "Love Gun", vazou para a internet nessa época. A canção acabou sendo gravada por Green e Lauren Bennett para seu álbum The Lady Killer.
Em 16 de junho de 2011, o primeiro single oficial de Thornton, "Sweet Vendetta", foi lançado. Em 26 de junho, Thorton anunciou planos para ter seu primeiro álbum solo lançado em 2012. Em 5 de março de 2012, Lipstick & Guilt foi lançado como um single promocional. Em 15 de março de 2012, seu primeiro mixtape "POYBL", um acrônimo para Piss on Your Black List, foi lançado. A mixtape contém 10 faixas de cinco remakes e quatro originais todos escritos por Melody. O projeto inclui a produção de Andre Harris ("Smoking Gun"), Igreja e Estado ("Sweet Vendetta"), Mark Vinten ("Intro") e Melody no auto-produzido "Hit the Ground Runnin", além de um dueto com Bobby Newberry (Um cover de "Bulletproof" de La Roux). Em 24 de maio de 2012, um videoclipe para a versão cover de "Bulletproof" de POYBL, com Bobby Newberry, estreou. Em 14 de junho de 2012, ela fez uma aparição em um videoclipe de Bobby Newberry para seu single de estréia  Dirrty Up, ao lado de Ashley Roberts ex-membro da Pussycat Dolls.Em 30 de abril de 2013, Thornton foi vocalista no álbum Authentic de LL Cool J, na faixa "Something About You (Love The World)" junto com Charlie Wilson e Earth, Wind & Fire.
Em 17 de maio de 2013, Thornton fez uma participação especial no videoclipe de "Ballin"  de Fat Joe.

### 2017–presente:Dancing on Icee expansão de carreira
Em 2017, Thornton apareceu na segunda temporada da série de reality shows Celebs Go Dating do E4, e em 2019, ela participou da décima primeira temporada do Dancing on Ice ao lado do parceiro profissional Alexander Demetriou. Ela terminou em quinto lugar, depois de ter sido eliminada na semana 8 após um skate-off contra Saara Aalto.

## Discografia

### Mixtapes
| Title     | Details                                                                                         |
| --------- | ----------------------------------------------------------------------------------------------- |
| P.O.Y.B.L | - Data de lançamento: 15 de março de 2012 - Gravadora: Independent - Formatos: Download digital |

### Singles
| Título                                                            | Ano  | Posições nos charts | Álbum                          |
| Título                                                            | Ano  | EUA                 | Álbum                          |
| ----------------------------------------------------------------- | ---- | ------------------- | ------------------------------ |
| "Sweet Vendetta"                                                  | 2011 | —                   | P.O.Y.B.L                      |
| "Lipstick&Guilt"                                                  | 2012 | —                   | P.O.Y.B.L                      |
| "Smoking Gun"                                                     | 2012 | —                   | P.O.Y.B.L                      |
| "Someone to Believe"                                              | 2012 | —                   | P.O.Y.B.L                      |
| "Bulletproof" (com Bobby Newberry)                                | 2012 | —                   | P.O.Y.B.L                      |
| "Goodbye" (com Bobby Newberry)                                    | 2015 | —                   | Não intitulado em nenhum álbum |
| "Serial Killer" (com Bobby Newberry)                              | 2015 | —                   | Não intitulado em nenhum álbum |
| "—" são notas as quais músicas não entraram nas tabelas musicais. |      |                     |                                |

### Participações
| Título                                                   | Ano  | Posições nos charts | Posições nos charts | Álbum                 |
| Título                                                   | Ano  | US                  | NZ                  | Álbum                 |
| -------------------------------------------------------- | ---- | ------------------- | ------------------- | --------------------- |
| "Go Too Far" (Jibbs com participação de Melody Thornton) | 2006 | –                   | 17                  | Jibbs Featuring Jibbs |

### Outras aparições
| Ano  | Canção                                 | Artista        | Álbum         | Notas                                                    |
| ---- | -------------------------------------- | -------------- | ------------- | -------------------------------------------------------- |
| 2009 | "Ease Off the Liquor"                  | Timbaland      | Shock Value 2 | Vocais adicionais                                        |
| 2013 | "Something About You (Love The World)" | LL Cool J      | Authentic     | Vocais adicionais c/ Earth, Wind & Fire & Charlie Wilson |
| 2013 | "Mittlefinger"                         | Prince Kay One | Rich Kidz     | Vocais adicionais                                        |
| 2013 | "24/7"                                 | Prince Kay One | Rich Kidz     | Vocais adicionais                                        |
| 2013 | "I'll Be Fine"                         | Bizzy Crook    | 84            | Vocais adicionais                                        |

### Vídeos Musicais
| Ano  | Canção                | Diretor                      | Notas |
| ---- | --------------------- | ---------------------------- | ----- |
| 2009 | "Slow Dance"          | Chris Robinson               |       |
| 2011 | "Don't Wanna Go Home" | Rich Lee                     |       |
| 2012 | "Lipstick & Guilt"    | Dano Cerny e Marielle Tepper |       |
| 2012 | "Smoking Gun"         | Dano Cerny e Marielle Tepper |       |
| 2012 | "Someone To Believe"  | Yaro                         |       |
| 2012 | "Bulletproof"         | Don Tyler                    |       |
| 2013 | "Ballin"              | Elf Rivera                   |       |

## Filmografia
| Televisão | Televisão                                            | Televisão     | Televisão                             |
| Ano       | Título                                               | Papel         | Notas                                 |
| --------- | ---------------------------------------------------- | ------------- | ------------------------------------- |
| 2007      | Keeping Up with the Kardashians                      | Ela mesma     | Episódio 1                            |
| 2007      | Pussycat Dolls Present: The Search for the Next Doll | Ela mesma     |                                       |
| 2009      | Bank of Hollywood                                    | Jurada        |                                       |
| 2010      | TV Guide's Countdown to the Grammys                  | Apresentadora | Apresentadora junto de Justin Guarini |
| 2010      | World Music Awards                                   | Ela mesma     | Apresentadora                         |
| 2011      | Popstar to Operastar                                 | Ela mesma     | Participante                          |
| 2017      | Celebs Go Dating                                     | Ela mesma     | Contestante                           |
| 2017      | Celebrity Island with Bear Grylls                    | Ela mesma     |                                       |
| 2019      | Dancing on Ice                                       | Ela mesma     | Concorrente; com Alexander Demetriou  |